# Хінтіла
Хінтіла (*Kinþila бл. 606 — 20 грудня 639) — король вестготів в Іспанії та Септиманії у 636—639 роках.

## Життєпис
Про родину замало відомостей. Також фактично відсутні дані щодо молодих років. Після смерті короля Сісенанда у 636 році обирається знаттю та єпископами новим королем держави. Того ж року, 30 червня, за рішенням нового короля було скликано V Толедський собор під головуванням Браулія Сарагоського. На даному соборі не були присутні єпископи з Нарбонської Галлії через розбіжності політичного характеру. Цей собор видав 9 канонів, з яких 5 були присвячені захисту короля і його родини. У них йшлося про те, що власність справедливо придбана королем не могла бути конфіскована у його спадкоємців наступним королем. Також оточення короля, його прихильники, радники і помічники зберігали його дарування та пожалування після його смерті. Винні в посяганні на власність родини короля і його друзів повинні були піддані анафемі. Постанови собору погрожували жорсткими покараннями, узурпаторам і тим, які здійснювали замах на короля. Підтверджувалося, що король повинен обиратись з представників шляхетного стану і не міг бути обраний з числа священнослужителів, простолюду й іноземців.
Втім Септиманія у 636—637 рр. відпала від центрального уряду. Місцеву знать і єпископів підтримав франкський король Дагоберт I. Лише після смерті останнього на початку 638 року, Хінтілі вдалося приборкати Септиманію.
Внаслідок постійного опору знаті і єврейської діаспори, король вимушений був скликати новий — VI Толедський — собор. Він відбувся 9 січня 638 року. На нього прибуло вже вдвічі більше єпископів (53 особи), ніж на попередній. Були присутні єпископи з Септиманії, що доводить поширення впливу короля на північ. Собор вирішив питання церковного устрою і дисципліни. Було прийнято нові постанови на захист короля, зокрема підтверджена неприпустимість злочинів проти короля і трону, а спадкоємцю вбитого короля загрожувала вічна ганьба, якщо він не карав винного або винних вбивць. Водночас собор затвердив гарантії прав знаті.
На соборі було прийнято постанову, що забороняла проживання в межах країни нехристиян ортодоксально-нікейського віросповідання. Цим санкціонувалося вигнання з країни жидів, які відмовляються прийняти християнство, і зобов'язав тих з них, які перейшли в нову віру, зробити публічну заяву щодо своєї прихильності до християнства.
Хінтіла помер раптово у палаці в Толедо 20 грудня 639 року. Владу успадкував його син Тульґа.